# Natalia Butuzova
Natalia Butuzova (în rusă Наталья Бутузова; n. 17 februarie 1954, Republica Sovietică Socialistă Uzbecă, URSS) este o arcașă uzbecă ce a reprezentat Uniunea Sovietică, medaliată olimpică. A participat la două ediții ale Jocurilor Olimpice (1980, 1988) în care a câștigat o medalie de argint.

## Participări
Lista de mai jos prezintă principalele competiții la care a participat Natalya Butuzova de-a lungul carierei.
- archery at the 1980 Summer Olympics – women's individual[*]